# 制式一号飛行機
制式一号飛行機（せいしきいちごうひこうき）は、大日本帝国陸軍が試作した軍用機。「制式」と名称にあるが、これは「制式機として計画された」という意味で、実際に制式採用はされていない。

## 概要
1915年（大正4年）5月、臨時軍用気球研究会は今までに開発した推進式の機体とは異なる、当時最新の技術を結集した牽引式のエンジン配置を採用した航空機の設計に着手した。設計委員は岩本周平技師、桜井義秀大尉、松井命大尉、沢田秀中尉、長沢賢二郎中尉ら5名。同年11月に研究会の所沢工場で試作機1機の製作が開始され、1916年（大正5年）4月30日に完成した。同年5月6日に所沢陸軍飛行場で初飛行が行われたが、離陸後に燃料タンクの圧力低下によってエンジンが停止し不時着大破。操縦していた沢田中尉は軽傷を負った。
その後、燃料タンクおよびエンジンの改修を行って機体を再生し、1916年12月から再度試験を開始したが、欧州各国の新型機に匹敵すると予想された性能が予想を大きく下回ったほか、安定性不良も明らかになり、実験機として使用されるに留まった。1917年（大正6年）7月24日に地上でモ式四型偵察機に追突され、大破し解体された。
機体は木製骨組に合板および羽布張りの複葉機で、設計にはLVG D.9の資料を参考としている。ラジエーターが胴体の両側面にあるのが特徴だった。主翼は鉄道輸送を考慮して折りたたみが可能。大破後の改修では上翼内部への補助燃料タンクの追加、翼間支柱の増設、固定脚からのスキッドの除去などが行われている。

## 諸元
- 全長：9.35 m
- 全幅：15.10 m
- 全高：3.00 m
- 主翼面積：40.5 m2
- 全備重量：1,100 kg
- エンジン：メルセデス・ダイムラー 水冷直列6気筒ガソリン（最大110 hp） × 1
- 最大速度：108 km/h
- 航続時間：7時間
- 武装：
旋回式軽機関銃 × 1
爆弾若干
- 乗員：2名